# جون ستانتون
جون ستانتون (8 مارس 1901 ببرستل في المملكة المتحدة - 27 يونيو 1973 في المملكة المتحدة) (بالإنجليزية: John Stanton)‏ هو لاعب كريكت بريطاني (وحمل سابقاً جنسية المملكة المتحدة لبريطانيا العظمى وأيرلندا). لعب مع نادي مقاطعة غلوستر للكريكت ‏.

## وصلات خارجية
- جون ستانتون على موقع إي آس بي آن كريك إنفو (الإنجليزية)